# Freyella giardi
Freyella giardi är en sjöstjärneart som beskrevs av Jean Baptiste François René Koehler 1908. Freyella giardi ingår i släktet Freyella och familjen Freyellidae. Inga underarter finns listade i Catalogue of Life.